# Ver-sur-Launette
Ver-sur-Launette è un comune francese di 1 213 abitanti situato nel dipartimento dell'Oise della regione dell'Alta Francia.

## Società

### Evoluzione demografica
Abitanti censiti